# Dinheiro
Dinheiro ist das portugiesische Wort für Geld (spanisch Dinero), das Wort ist vom lateinischen Denarius abgeleitet und war die Bezeichnung für die ersten portugiesischen Münzen.
Außerdem ist es außerhalb Portugals eine historische Bezeichnung für portugiesische Silbermünzen seit dem 12. Jahrhundert. 
In Portugal kursierten vor der Prägung eigener Münzen byzantinische Drachmen und arabische Dinare.
Eigene Münzen wurden erstmals um 1179 unter Alfons I. dem Eroberer (Afonso I. Henriques) (1139–1185), dem ersten König Portugals geprägt. 
Diese neugeprägten Münzen waren aus Billon, einer Kupfer- und Silberlegierung mit einem Gewicht von etwa 1 Gramm, sie hatten einen Feingehalt von 1/12 Silber. Das Gewicht des Dinheiro blieb konstant bis 
unter König Alfons IV. (Afonso IV) (1325–1357) das Gewicht auf 0,75 Gramm gesenkt wurde, dinheiros afonsinos genannt.
 Das Halbstück heißt Maelha.

## Übergang zum Tornez
Die letzten Dinheiros wurden unter König Ferdinand I. (Fernando I) geprägt.
Unter König Dionysius (Dinis) (1261–1325) wurde nach dem Vorbild des französischen Gros tournoisal, lateinisch: grossus denarius turnosus, übersetzt: dicker Denar aus Tours, portugiesisch Tornez genannt, zu 50 Einheiten eingeführt.
Abgelöst wurden diese Münzen in der Mitte des 14. Jahrhunderts unter König Peter I. (Pedro I)  (1357–1367) durch den gleichzeitig mit dem Spanischen Real eingeführten Real (in der Mehrzahl Réis).